# Larissa Rodrigues
Larissa Rodrigues (Guaraciaba, 16 de novembro de 2004) é uma nadadora paralímpica brasileira.

## Biografia e carreira
Rodrigues é natural de Guaraciaba, em Santa Catarina. Ela nasceu com má-formação congênita nos quatro membros. Aos três anos, foi adotada por um casal do município de Ipê, no interior do Rio Grande do Sul. Antes de iniciar na natação, praticou xadrez e arremesso de peso.
Em junho de 2022, disputou o Campeonato Mundial de Natação Paralímpica, na Ilha da Madeira, em Portugal, onde conquistou a medalha de bronze em duas provas: nos 150 metros medley classe SM3 com o tempo de 3min56s62; e nos 200 metros livre SM3 com o tempo de 4min58seg08. Além disso, ela também ficou em 5.º lugar nos 100 metros livre, 8.º lugar nos 50 metros peito, 7.º lugar nos 50 metros livres e 8.º lugar nos 200 metros livres.
Em fevereiro de 2023, participou do Campeonato Brasileiro de Natação Paralímpica, disputando na modalidade sub-20. O campeonato foi realizado no Centro de Treinamento Paralímpico, em São Paulo. Larissa disputou cinco modalidades, e obteve ouro em três delas: 200m livre, 50m costas e 150m medley. Em abril, disputou o Open de Natação Paralímpica, também em São Paulo.

## Principais conquistas
Campeonato Mundial de Natação Paralímpica
- Bronze – 150 metros medley classe SM3 (Ilha da Madeira 2022)[5]
- Bronze – 200 metros livre classe SM3 (Ilha da Madeira 2022)[6]